# Hoya dimorpha
Hoya dimorpha är en oleanderväxtart som beskrevs av Frederick Manson Bailey. Hoya dimorpha ingår i släktet Hoya och familjen oleanderväxter. Inga underarter finns listade i Catalogue of Life.